# Campionati del mondo di ciclismo su strada 2014 - Cronometro maschile Junior
La cronometro maschile Junior dei Campionati del mondo di ciclismo su strada 2014 si svolse il 22 settembre 2014 con partenza ed arrivo a Ponferrada, in Spagna, su un percorso totale di 29,5 km. La medaglia d'oro fu vinta dal tedesco Lennard Kämna con il tempo di 36'13"49 alla media di 48,861 km/h, l'argento dallo statunitense Adrien Costa; a completare il podio fu l'australiano Michael Storer.
Accreditati alla partenza 70 ciclisti, dei quali 69 partirono ed arrivarono al traguardo.

## Classifica (Top 10)
| Pos. | Corridore          | Squadra     | Tempo     |
| ---- | ------------------ | ----------- | --------- |
| 1    | Lennard Kämna      | Germania    | 36'13"49  |
| 2    | Adrien Costa       | Stati Uniti | a 44"66   |
| 3    | Michael Storer     | Australia   | a 58"11   |
| 4    | Filippo Ganna      | Italia      | a 1'05"94 |
| 5    | Zeke Mostov        | Stati Uniti | a 1'19"13 |
| 6    | Tom Wirtgen        | Lussemburgo | a 1'29"86 |
| 7    | Sven Reutter       | Germania    | a 1'34"27 |
| 8    | Michael O'Loughlin | Irlanda     | a 1'42"81 |
| 9    | Jaime Restrepo     | Colombia    | a 1'43"89 |
| 10   | Matthew Gibson     | Regno Unito | a 1'46"81 |